# ان‌اوای‌ای‌اس دیویدسن (اس ۳۳۱)
ان‌اوای‌ای‌اس دیویدسن (اس ۳۳۱) (به انگلیسی: NOAAS Davidson (S 331)) یک کشتی است که طول آن ۱۷۵ فوت (۵۳ متر) می‌باشد. این کشتی در سال ۱۹۶۶ ساخته شد.